# Krisztián Simon
Krisztián Simon (Budapest, 10 de junio de 1991) es un futbolista húngaro que juega en la demarcación de extremo derecho para el Újpest FC de la Nemzeti Bajnokság I.

## Selección nacional
Tras jugar en varias categorías inferiores de la selección, finalmente hizo su debut con la selección de fútbol de Hungría en un partido amistoso contra Kazajistán que finalizó con un resultado de 3-0 tras los goles de Tamás Priskin, Roland Varga y un autogol de Konstantin Engel.

## Clubes
| Club               | País         | Año       | Partidos | Goles |
| ------------------ | ------------ | --------- | -------- | ----- |
| Újpest FC          | Hungría      | 2009-2010 | 24       | 4     |
| Feyenoord (cedido) | Países Bajos | 2011      | 8        | 0     |
| Újpest FC          | Hungría      | 2011-2015 | 109      | 20    |
| TSV 1860 Múnich    | Alemania     | 2015-2017 | 13       | 1     |
| TSV 1860 Múnich II | Alemania     | 2017      | 3        | 0     |
| Újpest FC          | Hungría      | 2017-     | 167      | 25    |